# 科尼瑟斯 (紐約州)
科尼瑟斯（英語：Conesus）是一個位於美國紐約州利文斯頓縣的鎮。

## 人口
根據2020年美國人口普查的數據，科尼瑟斯的面積為92.90平方千米，當中陸地面積為85.19平方千米，而水域面積為7.71平方千米。當地共有人口2320人，而人口密度為每平方千米25人。